# Tattersalls Gold Cup
Groupe I
La Tattersalls Gold Cup est une course hippique de plat se déroulant au mois de mai à l'hippodrome du Curragh, en Irlande.

## Caractéristiques et histoire
C'est une course de Groupe I réservée aux chevaux de 4 ans et plus. La première édition remonte à 1962, mais il faut attendre 1999 pour qu'elle devienne une course de Groupe 1. D'abord disputée sous le nom de Ballymoss Stakes, en hommage au champion Ballymoss, puis Rogers Gold Cup, elle porte le nom de Tattersalls, la principale agence de vente de chevaux de course en Irlande, depuis 1993. Elle a connu plusieurs changements de distance, avant que celle-ci soit fixée à 2 100 mètres en 1999. Son allocation s'élève à 300 000 €.
Quatre chevaux ont inscrit deux fois leur nom au palmarès de l'épreuve, Yankee Gold, So You Think, Al Kazeem et Magical. L'entraîneur Aidan O'Brien et le jockey Michael Kinane détiennent les records du nombre de victoires, avec respectivement dix et six succès. Sur la distance actuelle, le meilleur chrono a été obtenu par Los Angeles en 2025, avec un temps de 2'08"41. 

## Palmarès
| Année | Vainqueur         | S/A | Pays        | Père             | Jockey           | Entraîneur         | Propriétaire                  | Deuxième          | Troisième         | Temps   |
| ----- | ----------------- | --- | ----------- | ---------------- | ---------------- | ------------------ | ----------------------------- | ----------------- | ----------------- | ------- |
| 2025  | Los Angeles       | M.4 | Irlande     | Camelot          | Ryan Moore       | Aidan O'Brien      | Coolmore                      | Anmaat            | Kalpana           | 2'08"41 |
| 2024  | White Birch       | M.4 | Irlande     | Ulysses          | Colin Keane      | John J. Murphy     | Chantal Regalado-Gonzalez     | Auguste Rodin     | Crypto Force      | 2'11"61 |
| 2023  | Luxembourg        | M.4 | Irlande     | Camelot          | Ryan Moore       | Aidan O'Brien      | Coolmore                      | Bay Bridge        | Piz Badile        | 2'13"62 |
| 2022  | Alenquer          | M.4 | Royaume-Uni | Adlerflug        | Tom Marquand     | William Haggas     | MM Stables                    | High Definition   | State of Rest     | 2'11"44 |
| 2021  | Helvic Dream      | H.4 | Irlande     | Power            | Colin Keane      | Noel Meade         | C. Hendron & M. Cahill        | Broome            | True Self         | 2'21"11 |
| 2020  | Magical           | F.4 | Irlande     | Galileo          | Wayne Lordan     | Aidan O'Brien      | Coolmore                      | Sir Dragonet      | Search For A Song | 2'10"39 |
| 2019  | Magical           | F.4 | Irlande     | Galileo          | Ryan Moore       | Aidan O'Brien      | Coolmore                      | Flag of Honour    | Mustajeer         | 2'13"85 |
| 2018  | Lancaster Bomber  | M.4 | Irlande     | War Front        | J.-A. Heffernan  | Aidan O'Brien      | Coolmore                      | Cliffs of Moher   | Defoe             | 2'14"05 |
| 2017  | Decorated Knight  | M.5 | Royaume-Uni | Galileo          | Andrea Atzeni    | Roger Charlton     | Al Homaizi & Al Sagar         | Somehow           | Deauville         | 2'18"03 |
| 2016  | Fascinating Rock  | M.4 | Irlande     | Fastnet Rock     | Patrick Smullen  | Dermot Weld        | Newtown Anner Stud Farm       | Found             | Success Days      | 2'20"72 |
| 2015  | Al Kazeem         | M.7 | Royaume-Uni | Dubawi           | James Doyle      | Roger Charlton     | Daniel-John Deer              | Fascinating Rock  | Postponed         | 2'13"37 |
| 2014  | Noble Mission     | M.5 | Royaume-Uni | Galileo          | James Doyle      | Lady Cecil         | Khalid Abdullah               | Magician          | Euphrasia         | 2'21"71 |
| 2013  | Al Kazeem         | M.5 | Royaume-Uni | Dubawi           | James Doyle      | Roger Charlton     | Daniel-John Deer              | Camelot           | Windsor Palace    | 2'14"48 |
| 2012  | So You Think      | M.6 | Australie   | High Chaparral   | Joseph O'Brien   | Aidan O'Brien      | Coolmore, Tan & Yahaya        | Famous Name       | Robin Hood        | 2'15"65 |
| 2011  | So You Think      | M.5 | Australie   | High Chaparral   | Ryan Moore       | Aidan O'Brien      | Coolmore, Tan & Yahaya        | Campanologist     | Famous Name       | 2'14"08 |
| 2010  | Fame and Glory    | M.4 | Irlande     | Montjeu          | John P. Murtagh  | Aidan O'Brien      | Coolmore                      | Recharge          | Chinese White     | 2'13"57 |
| 2009  | Casual Conquest   | M.4 | Irlande     | Hernando         | Pat Smullen      | Dermot Weld        | Moyglare Stud Farm            | Famous Name       | Lush Lashes       | 2'26"45 |
| 2008  | Duke of Marmalade | M.4 | Irlande     | Danehill         | John P. Murtagh  | Aidan O'Brien      | Coolmore                      | Finsceal Beo      | Red Rock Canyon   | 2'15"77 |
| 2007  | Notnowcato        | M.5 | Royaume-Uni | Inchinor         | John P. Murtagh  | Sir Michael Stoute | Anthony & David de Rothschild | Dylan Thomas      | Youmzain          | 2'16"20 |
| 2006  | Hurricane Run     | M.4 | France      | Montjeu          | Kieren Fallon    | André Fabre        | Michael Tabor                 | Alexander Goldrun | Lord Admiral      | 2'26"40 |
| 2005  | Grey Swallow      | M.4 | Irlande     | Daylami          | Pat Smullen      | Dermot Weld        | Murry Rose Bloodstock         | Bago              | Ace               | 2'15"10 |
| 2004  | Powerscourt       | M.4 | Irlande     | Sadler's Wells   | Jamie Spencer    | Aidan O'Brien      | Sue Magnier                   | Livadiya          | Nysaean           | 2'11"00 |
| 2003  | Black Sam Bellamy | M.4 | Irlande     | Sadler's Wells   | Michael Kinane   | Aidan O'Brien      | Michael Tabor                 | Highdown          | Narrative         | 2'14"80 |
| 2002  | Rebelline         | F.4 | Irlande     | Robellino        | Declan McDonough | Kevin Prendergast  | Lady O'Reilly                 | Bach              | Nayef             | 2'22"20 |
| 2001  | Fantastic Light   | M.5 | Royaume-Uni | Rahy             | Frankie Dettori  | Saeed bin Suroor   | Ecurie Godolphin              | Golden Snake      | Kalanisi          | 2'13"40 |
| 2000  | Montjeu           | M.4 | France      | Sadler's Wells   | Michael Kinane   | John Hammond       | Michael Tabor                 | Greek Dance       | Mutafaweq         | 2'13"30 |
| 1999  | Shiva             | F.4 | Royaume-Uni | Hector Protector | Kieren Fallon    | Henry Cecil        | Famille Niarchos              | Daylami           | Make No Mistake   | 2'10"20 |

### Vainqueurs précédents
- 1998 – Daylami
- 1997 – Dance Design
- 1996 – Definite Article
- 1995 – Prince of Andros
- 1994 – Perfect Imposter
- 1993 – George Augustus
- 1992 – Opera House
- 1991 – Zoman
- 1990 – Batshoof
- 1989 – Ile de Chypre
- 1988 – Shady Heights
- 1987 – Cockney Lass
- 1986 – Fair Of The Furze
- 1985 – Elegant Air
- 1984 – Foscarini
- 1983 – Evening Mlord
- 1982 – Golden Fleece
- 1981 – Erins Isle
- 1980 – Noelino
- 1979 – Dickens Hill
- 1978 – Exdirectory
- 1977 – Yankee Gold
- 1976 – Yankee Gold
- 1975 – Hurry Harriet
- 1974 – Bog Road
- 1973 – Cavo Doro
- 1972 – Assertive
- 1971 – Rarity
- 1970 – Eucalyptus
- 1969 – Selko
- 1968 – Candy Cane
- 1967 – White Gloves
- 1966 – Radbrook
- 1965 – Hardicanute
- 1964 – Glenrowan
- 1963 – Nardoo
- 1962 – T.V.